# Galeana midas
Galeana midas är en fjärilsart som beskrevs av Köhler 1979. Galeana midas ingår i släktet Galeana och familjen nattflyn. Inga underarter finns listade i Catalogue of Life.